# Slag bij Rocourt
De Slag bij Rocourt vond plaats op 11 oktober 1746 ten tijde van de Oostenrijkse Successieoorlog. In het Engels worden de oude en soms foutieve namen Battle of Roucoux of Rocoux gebruikt. De slag is vernoemd naar Rocourt waar de slag bij plaatsvond.

## Historische context
Midden 18e eeuw werd de Oostenrijkse Successieoorlog uitgevochten. In de Nederlanden werden de Zuidelijke Nederlanden betwist door twee partijen: enerzijds de Fransen, gesteund door Spanje, Pruisen, Beieren en anderzijds de Oostenrijkers, gesteund door Rusland, Engeland en de Nederlandse republiek. De oorlog in de Nederlanden werd gedomineerd door de Fransen onder aanvoering van maarschalk Maurits van Saksen. De Fransen hadden bijna de Oostenrijkse Nederlanden veroverd, en dreigden de Republiek zelf binnen te vallen.

## De slag
De slag werd uitgevochten nabij Luik. De Geallieerden hadden een sterke, maar gevaarlijke positie met Luik en het riviertje de Jaar aan de flanken, maar de Maas in hun rug. Het leger stond opgesteld in een soort halve maan. De 30.000 troepen uit de Republiek vormden tussen Luik en Rocourt de linkervleugel, de 20.000 Britten, Hessen en Hannoveranen het centrum en de 40.000 Oostenrijkers en Zuid-Nederlanders de rechtervleugel tot aan de Jaar. Voor de geallieerde posities waren enkele versterkingen met artilleriebatterijen geplaatst.

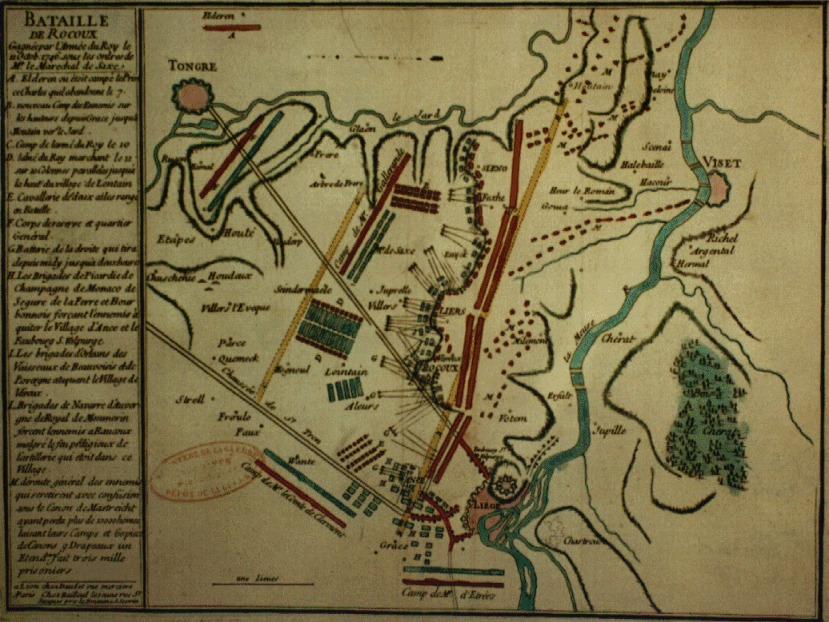
Kaart van de slag. Linkervleugel tussen Luik en Rocourt

Maurits van Saksen probeerde veldslagen zo veel mogelijk te vermijden, immers veldslagen waren zeer risicovol. Maar nu had hij kans het geallieerde leger te vernietigen. Zijn plan was om eerst Luik af te snijden van het hoofdleger en daarna het geallieerde leger over de linkerflank aan te vallen. Zo kon hij de linkerflank overvleugelen en de gehele geallieerde linie oprollen. Hij viel om 8:00 met een overmacht van 60.000 man in 10 colonnes de geallieerde linkerflank van 40.000 man (voornamelijk Nederlanders) tussen Luik en Rocourt aan. Hij verwachtte weinig weerstand van de Staatse troepen.
De Nederlandse troepen weerden zich echter kranig en wisten enkele aanvallen af te slaan met gedisciplineerd pelotonsvuur. De overmacht was echter te groot en de linkerflank moest zich met zware verliezen terugtrekken achter de Britten en Hannoveranen in het centrum. Deze vormden samen met wat Nederlandse eenheden een achterhoede waardoor de rest van het geallieerde leger de Maas kon oversteken. Deze achterhoede leed tevens zware verliezen. De Oostenrijkers op de rechterflank werden niet aangevallen, maar deden ook geen poging het tij te keren. Het geallieerde leger trok zich in goede orde terug. Het was ontsnapt aan een vernietigende slag. De Fransen telden 1200 doden en 2800 gewonden. De geallieerden telden 1700 doden, 5300 gewonden en 3000 vermist of gevangen. Aan geallieerde zijde waren dat vooral Nederlanders, Britten en Hannoveranen.

## Vervolg
Luik werd onmiddellijk ingenomen door de Fransen. Het was echter te laat in het campagneseizoen om nog verdere veroveringen te doen. Voor de geallieerden werd het duidelijk dat de Fransen moeilijker te stoppen waren dan 40 jaar daarvoor. Na twee oorlogsjaren in de Oostenrijkse Nederlanden waren deze nu bijna volledig in handen van de Fransen.
1740-'42: Eerste Silezische Oorlog ·
1740-'48: Oorlog van koning George ·
1741: Slag bij Mollwitz ·
1742: Slag bij Chotusitz ·
1743: Slag bij Dettingen ·
1744: Zeeslag bij Toulon ·
1744-'45: Tweede Silezische Oorlog ·
1744-'48: Eerste Karnataka Oorlog ·
1745: Slag bij Pfaffenhofen ·
1745: Slag bij Fontenoy ·
1745: Slag bij Hohenfriedeberg ·
1745: Slag bij Soor ·
1745: Slag bij Hennersdorf ·
1745: Slag bij Kesselsdorf ·
1746: Beleg van Brussel ·
1746: Slag bij Culloden ·
1746: Slag bij Piacenza ·
1746: Slag bij Rocourt ·
1747: Eerste zeeslag van Kaap Finisterre ·
1747: Slag bij Lafelt ·
1747: Beleg van Venlo ·
1747: Beleg van Bergen op Zoom ·
1747: Aanval op Steenbergen ·
1747: Tweede zeeslag van Kaap Finisterre ·
1748: Beleg van Maastricht ·
1748: Vrede van Aken